# Honfleur
Honfleur település Franciaországban, Calvados megyében. Lakosainak száma 6751 fő (2022. január 1.). Honfleur Équemauville, Gonneville-sur-Honfleur, Pennedepie és La Rivière-Saint-Sauveur községekkel határos.

## Népesség
A település népességének változása:
| Lakosok száma | 9121 | 8495 | 8272 | 8177 | 7676 | 7454 | 7425 | 6733 | 6742 | 6751 |
|               | 1968 | 1982 | 1990 | 2006 | 2013 | 2015 | 2017 | 2019 | 2020 | 2022 |